# Ben Wang
Ben Wang (en chino: 王班, Shanghái, 1 de enero del 2000) es un actor chino, conocido por su papel de Jin Wang en la serie de Disney+, Chino americano (2023), como Jacob Zheng en la nueva adaptación del clásico de comedia, Chicas Pesadas (2024). y como Li Fong en Karate Kid: Leyendas, junto a Jackie Chan y Ralph Macchio. También protagonizará la nueva entrega de Los Juegos del Hambre: Amanecer en la Cosecha, planeada para estrenar en 2026. 

## Biografía
Wang nació en la ciudad de Shanghái, China, sin embargo, al cumplir seis años de edad su familia migró a una villa rural en el sur de Minnesota, Estados Unidos, creciendo entre granjas y campos de maíz. Durante algunos años fue el único niño asiático de su clase, por lo que, confiesa haberse sentido intimidado mientras crecía. 

## Filmografía

### Televisión
| Año  | Título                | Personaje         | Notas |
| ---- | --------------------- | ----------------- | ----- |
| 2021 | MacGyver              | Eli Brown / Xiang |       |
| 2021 | LaunchPad             | Gang              |       |
| 2021 | The Last O.G.         | Oliver            |       |
| 2022 | Search Party          | Interno           |       |
| 2023 | American Born Chinese | Jin Wang          |       |

### Cine
| Año  | Título              | Personaje   | Notas       |
| ---- | ------------------- | ----------- | ----------- |
| 2022 | Sex Appeal          | Franklin    |             |
| 2023 | Chang Can Dunk      | Bo          |             |
| 2023 | Good Egg            | Guy         |             |
| 2024 | Chicas Pesadas      | Jacob Zheng |             |
| 2024 | Signt               | Joven Ming  |             |
| 2025 | Karate Kid: Legends | Li Fong     | [ 3 ] [ 4 ] |
| TBA  | Eliza               | Eugene      |             |
| TBA  | Isle Child          | Yang        |             |